# 迪化街聖公媽廟
迪化街聖公媽廟，為主祀聖公媽與土地公（福德正神）之道教廟宇，由於兩種主神的關係，是一所陰廟，也是一所土地廟。建於1862年。
清朝同治元年（1861年），四崁庄開發時，許多無主枯骨被掘出，鄉民見而不忍，故鳩資建廟奉祀之，尊稱為「聖公媽」，次年竣工。後加奉土地公，希望土地公守護此廟。
該建物是位於臺灣臺北市大同區迪化街二段149巷之傳統廟宇建築。另外，該廟宇的組織型態為管理委員會制，祭典日期則是每年農曆之正月十七。